# Chemin de Hérédia
Le chemin de Hérédia (en occitan : camin de Heredia) est une voie de Toulouse, chef-lieu de la région Occitanie, dans le Midi de la France.

## Situation et accès

### Description
Le chemin de Hérédia est une voie publique. Il traverse le quartier de la Juncasse-Argoulets, dans le secteur 4 - Est.
Il naît perpendiculairement à l'avenue Jacques-Chirac, à laquelle il est relié par un escalier, dans le prolongement de l'avenue de la Colonne et de l'impasse de Salonique, à laquelle donne accès un tunnel piétonnier passant sous l'avenue Jacques-Chirac. Long de 675 mètres, relativement rectiligne, il est orienté au nord-est et suit la pente du coteau du Calvinet, passant de 169 mètres à 141 mètres d'altitude. Dans sa première partie, entre le tunnel de l'impasse de Salonique et la rue Jean-Jacques-Rousseau, la pente est même de 8 %. Le chemin de Hérédia se termine au carrefour de la rue Louis-Plana.
La chaussée compte une voie de circulation à double-sens. Elle appartient à une zone 30 et la vitesse y est limitée à 30 km/h. Il n'existe pas d'aménagement cyclable.

### Voies rencontrées
Le chemin de Hérédia rencontre les voies suivantes, dans l'ordre des numéros croissants (« g » indique que la rue se situe à gauche, « d » à droite) :
1. Avenue Jacques-Chirac - accès piéton
2. Rue David-Elbaz (g)
3. Rue Jean-Jacques-Rousseau (g)
4. Rue du Général-Gustave-Ferrié (d)
5. Impasse de Nevers (d)
6. Rue Jean-Poncelet (g)
7. Rue de Nancy (d)
8. Rue René-Descartes (g)
9. Rue Léon-Say (g)
10. Rue de Nantes (d)
11. Rue Louis-Plana

## Odonymie
Le chemin est nommé en hommage au poète franco-espagnol José-Maria de Heredia (1842-1905).
Au XVIIe siècle, le chemin est connu comme le petit-chemin de la Juncasse, car il menait au domaine du même nom, qui exploitait les terres ingrates et marécageuses de la vallée de l'Hers où poussaient les joncs (juncs en occitan, d'où juncassa, « lieu couvert ou planté de joncs »),. Le qualicatif de « petit » permettait de le distinguer du « grand-chemin » de la Juncasse (actuelles rue des Sept-Troubadours, avenue de la Colonne, avenue Henri-Guillaumet et chemin des Argoulets).
À partir du XIXe siècle, c'est aussi le chemin de la Menuisière. Il tenait ce nom d'une ferme qui se trouvait à l'angle du chemin de Soupetard (actuelle rue Louis-Plana).

## Patrimoine et lieux d'intérêt

### Édifices religieux
- no  25 : église évangélique de l'Assemblée de Dieu Toulouse Est.
L'église évangélique Toulouse Est est ouverte en 2020 dans un ancien local commercial de la résidence Pyrénées. Elle est animée par l'Assemblée de Dieu (ADD), une Église chrétienne évangélique pentecôtiste, membre du Conseil national des évangéliques de France.

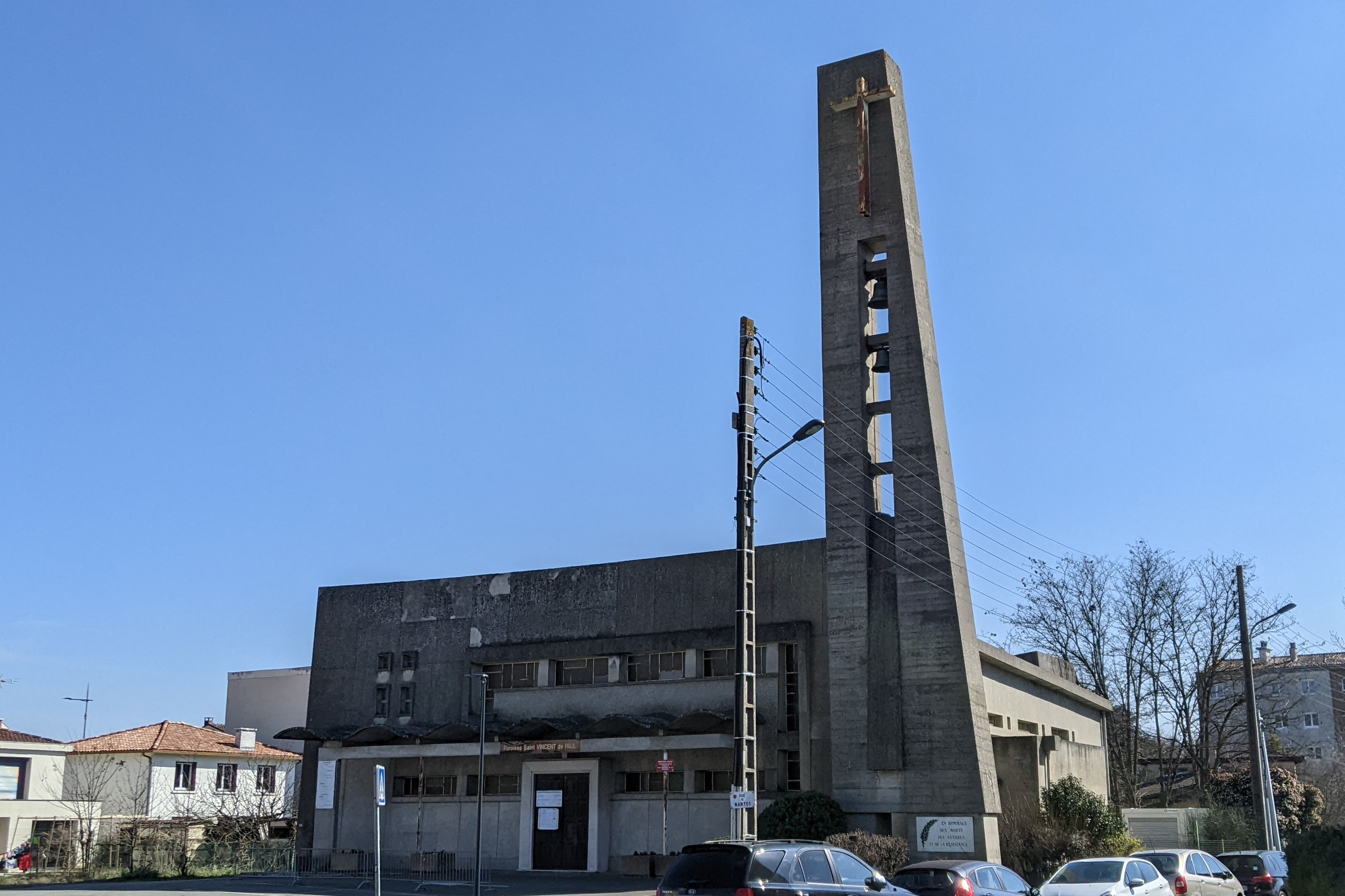
no 56 : église Saint-Vincent-de-Paul.

- no  56 : église Saint-Vincent-de-Paul.
En 1933, une chapelle de secours, placée sous le vocable de saint Vincent de Paul, est construite pour desservir les habitants de la Juncasse et de Soupetard, le long du chemin de Soupetard (actuel no 80 rue Louis-Plana). Entre 1963 et 1965, dans le cadre du développement de la cité de la Juncasse, une nouvelle église est construite sur les plans de l'architecte Robert Armandary, choisi par l'association diocésaine, le long du chemin de Hérédia (actuel no 56), à l'angle de la rue de Nantes[6]. Elle est consacrée par le 13 juin 1965 par l'archevêque de Toulouse, Gabriel-Marie Garrone.
L'église est représentative du mouvement moderne toulousain, fortement influencé par le brutalisme. Elle s'élève au centre d'une vaste parcelle de 3 800 m² et s'organise selon un plan trapézoïdal orienté au sud-est. La structure porteuse est composée de cinq portiques en béton brut de décoffrage de huit mètres de hauteur. Au nord-ouest, sur le parvis qui fait face au chemin de Hérédia, s'élève la façade principale, une large rectangle légèrement courbe, composé de panneaux de béton préfabriqué. Elle est percée de bandeaux de vitraux polychromes en verre. Au centre, la porte, dont l'encadrement est en calcaire, est surmontée d'un auvent formé d'un voile de béton ondulé, porté par un bandeau de béton et renforcé par deux poteaux en fer. À l'intérieur, la vaste nef, rythmée par les portiques qui soutiennent une couverture de lamelles d'aluminium blanches, descend vers le chœur. Celui-ci est légèrement surélevé et surmonté d'un fronton. Au fond, le mur du chevet, en béton avec granulat, est éclairé par la lumière des vitraux latéraux verticaux.
Sur le parvis s'élève également le clocher, une flèche de béton de 22 mètres de hauteur. En son centre, une ouverture verticale abrite quatre cloches[7].

### Maisons
- no  20 : maison toulousaine (deuxième moitié du XIXe siècle)[8].
- no  35 : maison toulousaine (deuxième moitié du XIXe siècle).